# Platarctia ornata
Platarctia ornata är en fjärilsart som beskrevs av Otto Staudinger 1896. Platarctia ornata ingår i släktet Platarctia och familjen björnspinnare. Inga underarter finns listade i Catalogue of Life.